# キルギスタン航空
キルギスタン航空（キルギスタンこうくう、Kyrgyzstan Airlines、ロシア語: Кыргызстан Аба Жолдору）はキルギスの国営航空会社。首都ビシュケクのマナス国際空港とオシのオシ空港をハブ空港としている。

## 歴史
もともとアエロフロート・ロシア航空のキルギス支局であったキルギスタン航空はソ連崩壊後の1992年に設立された。1997年にはアエロフロートと新しい定期便の運航や航空機のメンテナンス、航空券の販売やマーケティングなどについての協力協定を結んでいる。株式の81%をキルギス政府が保有している。
旧型機が多いことから、現在EUによりEU域内乗り入れ禁止航空会社に指定されている。

## 就航都市
- キルギス
  - ビシュケク
  - オシ
  - カザルマン
  - ケルベン
- タジキスタン
  - ドゥシャンベ
- インド
  - デリー
- パキスタン
  - イスラマバード
- 中国
  - ウルムチ

## 保有機材
- エアバスA320　1機
- エアバスA319　1機
- アントノフAn-26　1機
- アントノフAn-28　5機
- イリューシンIl-76TD　1機
- ツポレフTu-134A　3機
- ツポレフTu-154M　2機
- ヤコヴレフYak-40　2機
- ボーイング737-200　1機（Itek Airによる運航）